# Pseudopalabra
Una pseudopalabra es una serie de sonidos que corresponden a las reglas fonológicas de una lengua, pero sin significación propia, es decir, una o más sílabas con sonidos propios de esta lengua, pero sin sentido. Es por lo tanto un tipo de vocablo, una o más sílabas con sonidos propios de esta lengua, pronunciable pero sin significado.
Las pseudopalabras son útiles para estudiar sonidos de manera sistemática e integrada. Se utilizan en ejercicios de discriminación auditiva para presentar los sonidos y también en ejercicios prácticos de fonética. Esto ayuda a mejorar la pronunciación y a aprender a articular (o corregir) sonidos cuando se está aprendiendo o perfeccionando la lengua. Pueden tener otras aplicaciones en la didáctica de la lengua.

## Características
Las pseudopalabras se crean de una de dos maneras. El primer método consiste a cambiar como mínimo una letra en una palabra. El segundo método utiliza diversos bigramos y trigramas y los combina. Ambos métodos evalúan ciertos criterios para comparar una pseudopalabra con otra palabra real. Cuanto más coincida una de estas con una palabra en términos de criterios, más fuerte será la palabra.
Las pseudopalabras también se denominan a veces palabras "wug" en el contexto de experimentos psicolingüísticos. Esto se debe al hecho que "wug" [w.g] fue una de estas primeras pseudopalabras (en inglés) utilizadas por Jean Berko Gleason en sus experimentos de "wug" de 1958. Palabras como "wug", que podrían haber sido una palabra perfectamente aceptable en inglés, pero no se debe a una brecha accidental, se presentaron a los niños. El experimentador incitaría los niños a crear un plural para "wug", recibiendo "wugs" [w.gz] como respuesta colectiva. Los experimentos fueron diseñados para ver si la morfofonemia inglesa sería aplicada por los niños a palabras nuevas. Revelaron que incluso en una edad muy temprana, los niños ya han interiorizado muchas de las características complejas de su lengua.

## Estudios lingüísticos
Experimentos con pseudopalabras han llevado al descubrimiento del efecto pseudopalabra, un fenómeno en el cual las no palabras que son similares ortográficamente a las palabras reales dan lugar a más confusión, o "ataques y falsas alarmas", que otras palabras reales que también son similares en ortografía.
El razonamiento detrás de esto se centra en el significado semántico. La semántica ayuda a diferenciar más rápidamente entre palabras que parecen similares, llevando a la conclusión que el efecto pseudopalabra es causado por un proceso basado en la familiaridad.
Se utilizan a menudo en estudios relacionados con la afasia y otros déficits cognitivos. En particular, la afasia de Broca se ha asociado con dificultades en el procesamiento de pseudopalabras. En los estudios de afasia, a menudo se utilizan para mesurar la frecuencia de sílaba haciendo que los pacientes intenten pronunciarlos.
Además, los pacientes con daño del hemisferio izquierdo tienden a tener una dificultad significativamente más grande para escribir pseudopalabras que los que tienen daño del hemisferio derecho. Este déficit específico se conoce como el efecto de lexicalidad.

## Pseudopalabras y comprensión lectora
Al probar la capacidad de los lectores principiantes, las pseudopalabras se utilizan a causa de sus características como no-palabras pronunciables. Las personas con discapacidad lectora tienen más dificultad para pronunciar pseudopalabras. Como las pseudopalabras se forman utilizando sílabas comunes, podría ser obvio que los problemas al pronunciarlas estarían conectados a problemas al pronunciar palabras reales. A partir de estos resultados, la fluidez de palabras sin sentido ahora se considera un indicador básico de alfabetización temprana.
Una prueba estandarizada para los lectores iniciales, Dynamic Indicators of Basic Early Literacy Skills (DIBELS), muestra puntuaciones altas en la pronunciación de pseudopalabras que se correlacionan con puntuaciones altas en la lectura de palabras auténticas.  A causa de estos hallazgos, a menudo se utilizan pseudopalabras para entrenar los lectores tempranos para fortalecer su conocimiento morfológico.

## Literatura metasemántica
Especialmente presente en el área de la poesía, consiste en el uso, dentro del texto, de este tipo de palabras.
El ejemplo más famoso de poesía metasemántica es el poema Il Lonfo de Maraini. Se lo conoce sobre todo por la recitación de Gigi Proietti en 2005, en la televisión, durante la transmisión de Renzo Arbore (Speciale por me - meno siamo meglio stiamo / Especial para mí - cuantos menos somos, mejor estamos), así como por su recitación al episodio del 7 de febrero de 2007, el programa Parla con me (Habla conmigo), dirigido a Balsa 3 por Serena Dandini.